# Козоводство

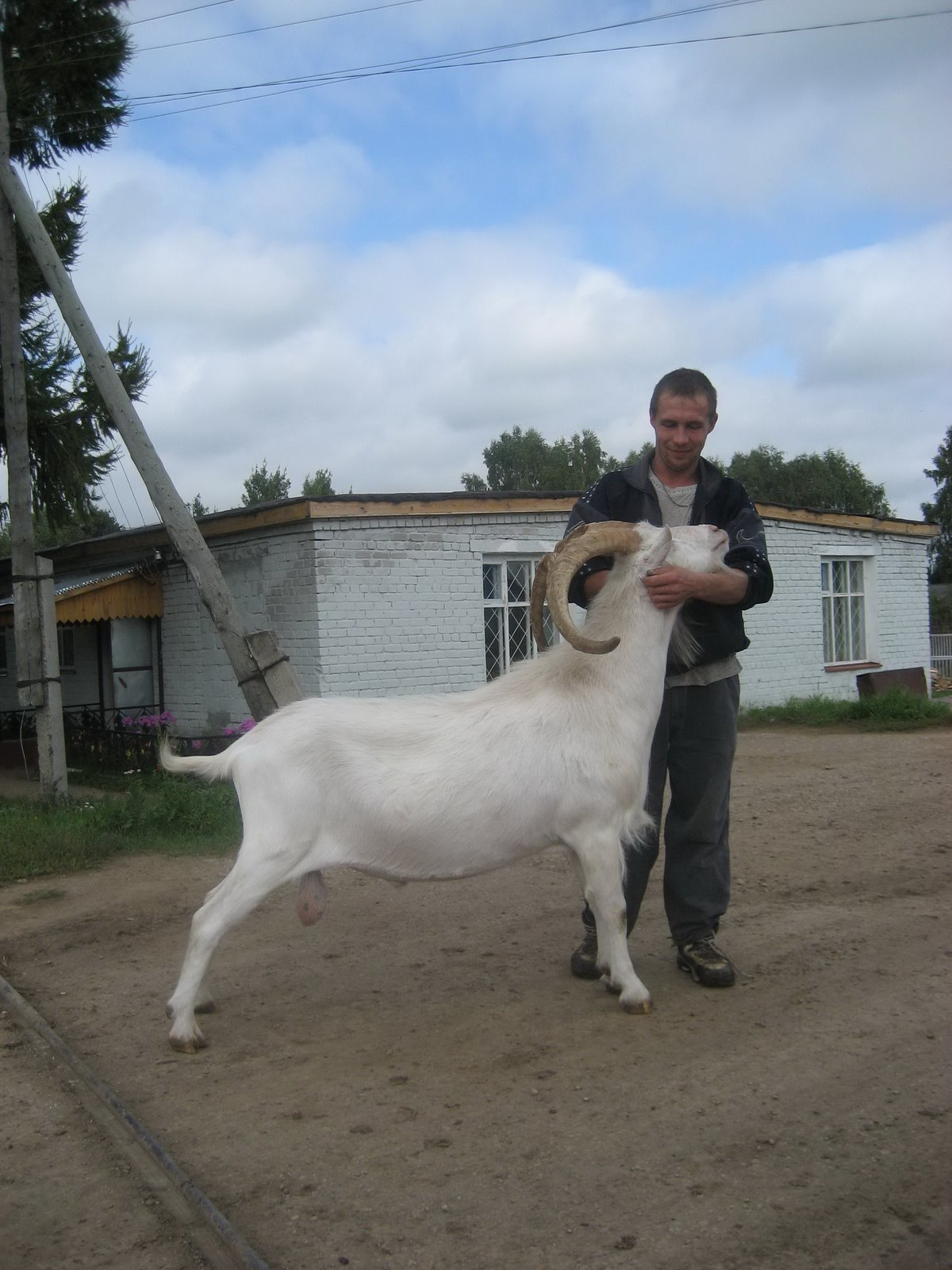
Зааненский козёл на козьей ферме «Лукоз»

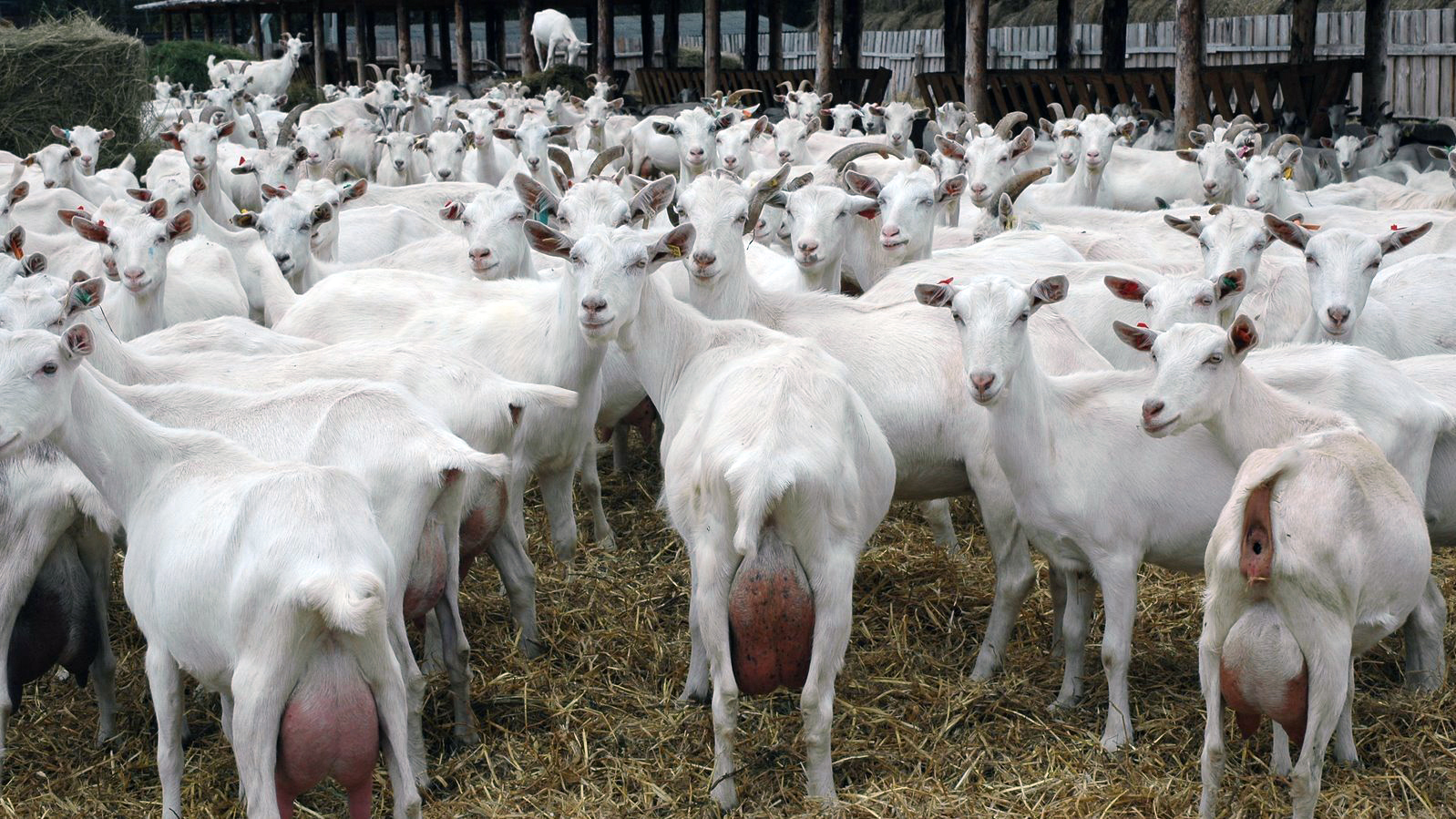
Стадо зааненских молочных коз на ферме «Лукоз»

Козово́дство — отрасль животноводства, занимающаяся разведением коз.
Козоводство успешно развивается во всем мире. Продукцией козоводства является молоко с его огромным количеством витаминов, мясо, шкуры и шерсть. Козы не требовательны к корму и едят большее количество растений (более 600 видов трав), чем другие травоядные животные. Потребляет корма в шесть раз меньше чем корова, даёт как правило до 450 — 550 килограмм молока жирностью 3,8—4,5 % за лактацию.

## Продукция
Козье молоко — уникально по своему составу. В нём содержится большое количество аминокислот, которые повышают устойчивость организма к инфекционным заболеваниям и нормализуют холестериновый обмен. К тому же козье молоко содержит меньшее количество оротовой кислоты, что способствует предотвращению синдрома ожирения печени. Белок, глюкоза и лактоза козьего молока легче усваиваются, так как жировые шарики в нем мельче и равномерно распространены по всей массе. Козье молоко особенно ценный продукт для питания детей и людей с желудочными заболеваниями. Используется также в производстве сыров, творога, биойогурта и кумыса.
Козлятина — мясо козла или козы. Мясо козлят и молодых козочек светлее баранины, а козий жир имеет чисто белый цвет и не имеет постороннего вкуса и запаха. По содержанию основных жирных кислот оно сходно с бараньим и говяжьим и имеет высокие пищевые достоинства. По содержанию витамина А (ретинола), B1 (тиамина), и В2 (рибофлавина) мясо коз значительно превосходит мясо сельскохозяйственных животных других видов. Содержание холестерина в козьем мясе в несколько раз ниже, чем в говяжьем и свином и, возможно, этим объясняется сравнительно малое распространение атеросклероза у народов, употребляющих в пищу это целебное мясо. Козы значительно меньше болеют и, в сравнении с крупнорогатым скотом, их мясо не поражается глистами, а по качеству содержит несколько больше воды и меньше жира. Хорошо и умело приготовленные блюда из козьего мяса, особенно, молодого или молочного не сравнятся с таковыми из свинины или говядины.
Шерсть специализированных шерстных пород однородна, характеризуется большой прочностью, упругостью, эластичностью и сильным люстровым блеском. Из неё вырабатывают ворсистые и костюмные ткани, ковры, трикотаж и др. изделия.
Козий пух — особая разновидность шерстного сырья, не имеющего себе равных по физико-техническим свойствам и высоким технологическим качествам. Козий пух обладает исключительной тониной (15—20 мк), мягкостью, относительной крепостью и малой теплопроводностью. Служит сырьём для вязки ажурных платков и шалей.
Козьи шкуры («козлины») используются для выделки наилучших по качеству видов кожи: шевро, лака-шевро, сафьяна, хромовой козлины, замши, лайки, — которые идут для изготовления модельной обуви и галантерейных изделий. Шкуры, содержащие пух, идут на выделку различных мехов, имитирующих ценных пушных зверей.
Козий навоз — одно из лучших удобрений для садов и огородов. По своему действию он превосходит коровий и конский. Особенно пригоден для парников и теплиц. Его требуется в 5 раз меньше коровьего и в 4 раза меньше конского. От козы, содержащейся на подстилке, за стойловый период получают от 350 до 500 килограммов навоза.

## Породы коз в России
В Российский Государственный реестр селекционных достижений, допущенных к использованию в 2020 году, включено 11 пород и три типа домашних коз.
- Пуховые: Алтайская Белая, Горноалтайская, Дагестанская Пуховая, Оренбургская, Придонская, Семинский тип горноалтайской породы, Чуйский тип горноалтайской породы.
- Шерстные: Дагестанская Шерстная, Советская Шерстая.
- Молочные: Альпийская, Заанеская, Нубиан, впервые включена в Госреестр в 2019 году порода Мурсиано Гранадина (создана в Испании в 1979 году[3]), Марийский тип зааненской породы.